# Fred W. Friendly
Fred W. Friendly, né le 30 octobre 1915 à New York et décédé le 3 mars 1998 à Riverdale (Bronx) (en), était le président de CBS News et le créateur, avec Edward R. Murrow, d'un programme télévisé de reportage du nom de See It Now.
George Clooney joue le rôle de Fred Friendly dans le film qu'il a réalisé, Good Night, and Good Luck..